# Wang Yan (director de cinema)
Wang Yan (xinès simplificat: 王炎, pinyin: Wáng Yán; Yantai, Shandong, 5 de maig de 1923 - Beijing, 2003), fou un actor, guionista i director de cinema de la Xina continental, graduat al Departament d'Art Dramàtic de Yan'an Luyi.
El 1937 s'uneix a l'equip de teatre experimental Luyi, del Huité Exèrcit de Ruta, vinculat al Partit Comunista, al que s'uneix un any després. El 1947 s'uneix al grup que el 1948 esdevé Dongbei Dianying Zhipianchang. Interpreta diversos papers a pel·lícules com Guangmang Wanzhang i Zhao Yiman, i el 1954 fa d'assistent de direcció per a Tang Xiaodan en Shengli Chongfeng.
El 1959 debuta com a director amb el drama bèl·lic Zhanhuo Zhong de Qingchun.